# Miron Cichecki

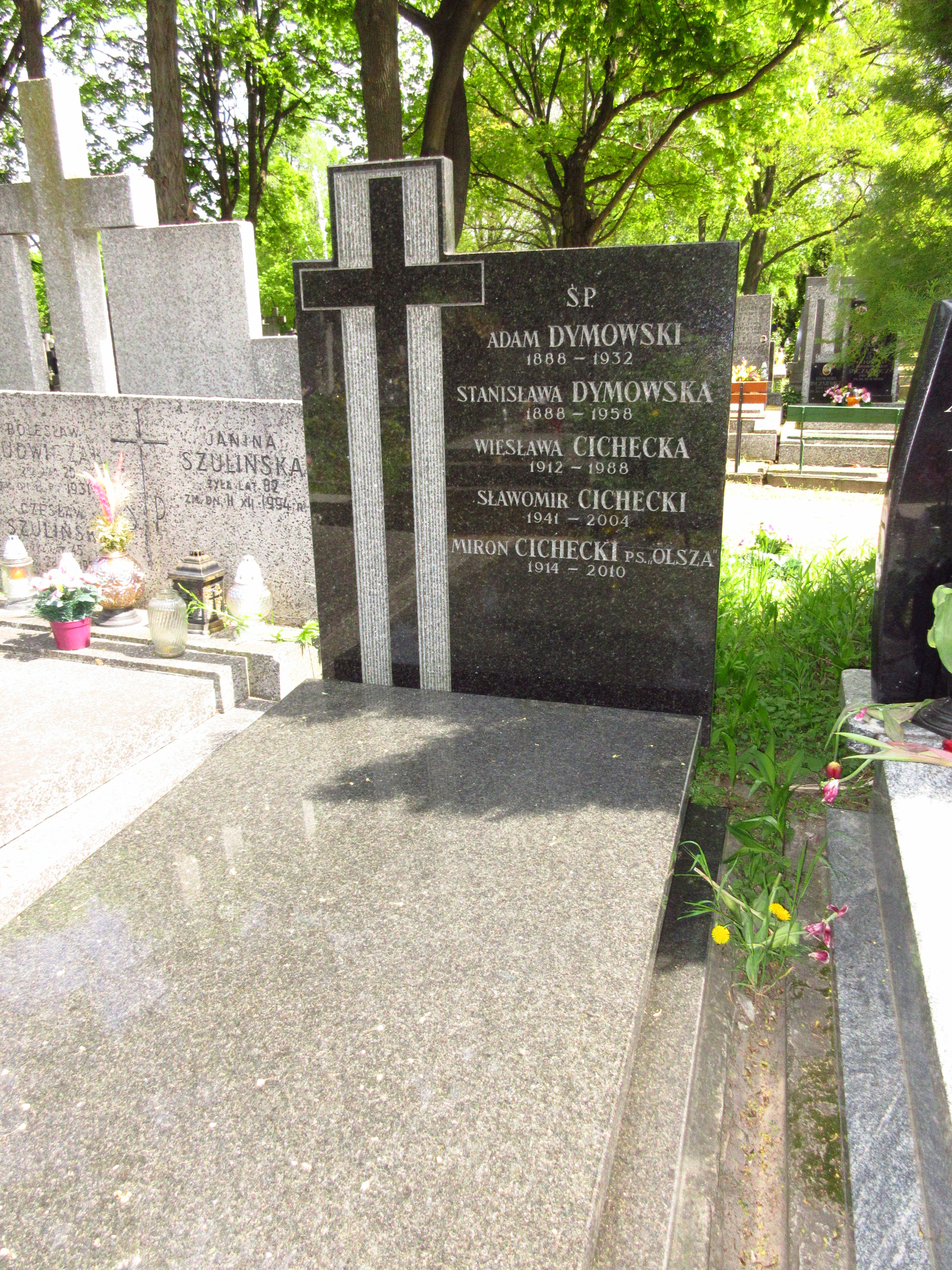
Grób Mirona Cicheckiego na Cmentarzu Bródnowskim.

Miron Paweł Cichecki (ur. 8 sierpnia 1914 w Bródnie, zm. 22 listopada 2010 w Warszawie) – polski działacz społeczny i sportowy.

## Życiorys
Syn działacza samorządowego Józefa Cicheckiego i Heleny z Michalskich. Dzieciństwo spędził w Pruszkowie, gdzie jego ojciec od 1919 pełnił funkcję burmistrza. Uczęszczał do szkoły powszechnej i Gimnazjum im. Tomasza Zana, w listopadzie 1934 rodzina Cicheckich przeprowadziła się do Wołomina. Od początku lat 30. XX wieku był zawodnikiem kadry reprezentacji Polski juniorów w lekkoatletyce, od 1934 należał do sekcji lekkoatletycznej Wołomińskiego Klubu Sportowego „Huragan”. Naukę kontynuował w Szkole Podchorążych przy 24 pułku piechoty w Łucku na Wołyniu, którą ukończył z wyróżnieniem. We wrześniu 1939 walczył w obronie Warszawy, a po kapitulacji powrócił do Wołomina, gdzie z siostrą Barbarą uczestniczył w organizacji szpitala polowego zlokalizowanego w gmachu szkoły podstawowej nr. 4. Po wkroczeniu hitlerowców zaangażował się w działalność konspiracyjną Związku Walki Zbrojnej używając pseudonimu Olsza, prowadził również bojowe szkolenie wojskowe zawodników klubu WKS Huragan. Równocześnie pracował w wołomińskim oddziale Komunalnej Kasie Oszczędności Powiatu Warszawskiego, w 1941 założył z rodzeństwem i przyszłą żoną Wiesławą sklep papierniczy, w którym poza handlem prowadzili działalność konspiracyjną. Sprowadzali papier ze sklepu tej samej branży prowadzonego w Warszawie przez Józefa Cicheckiego z synem Andrzejem i przekazywali go oddziałowi Rajskich Ptaków Armii Krajowej, który drukował na nim biuletyn informacyjny „Na przedpolu”. Po wkroczeniu do Wołomina Armii Czerwonej i aresztowaniu przez NKWD uniknął zesłania na Syberię, początkowo przebywał w obozie jenieckim w Klembowie-Ostrówku, a następnie został wcielony do 8 pułku piechoty 3 Dywizji im. R. Traugutta 1 Armii Wojska Polskiego z którym forsował Wisłę pod Jabłonną, a następnie walczył o Wał Pomorski i Kołobrzeg. Następnie uczestniczył w akcji „Wisła”, do rezerwy przeszedł w stopniu majora dopiero w 1947. Powrócił do działalności w WKS Huragan jako kierownik sekcji lekkoatletycznej oraz sekcji piłki nożnej, był również członkiem Zarządu. Będąc przewodniczącym Społecznego Komitetu Budowy Obiektu Sportowego „Huragan” doprowadził do powstania w 1955 kompleksu sportowego złożonego z boiska, hali sportowej i pawilonu, który ulokowano w dzielnicy Glinki. Następnie został wiceprezesem i prezesem klubu, równocześnie aktywnie angażował się w działalność społeczną, był Prezesem Honorowym Koła Światowego Związku Żołnierzy Armii Krajowej Obwodu „Rajski Ptak” w Wołominie oraz radnym miasta w Wołominie w latach 1990–1994. Został honorowym obywatelem Wołomina, Honorowym Członekiem PZPN i Mazowieckiego Związku Piłki Nożnej.
Spoczywa na cmentarzu Bródnowskim (kw. 49 F-2-24).

## Odznaczony
- Srebrny Krzyż Orderu Virtuti Militari,
- Krzyż Walecznych
- Krzyż Komandorski Orderu Odrodzenia Polski
- Krzyż Oficerski Orderu Odrodzenia Polski
- Krzyż Kawalerski Orderu Odrodzenia Polski
- Krzyż Armii Krajowej.
- Złota Odznaka Polskiego Związku Piłki Nożnej,
- Odznaka „Zasłużony dla Wołomina”.